# Ecclesall
Ecclesall – dzielnica w Sheffield, w Anglii, w South Yorkshire, w dystrykcie metropolitalnym Sheffield. W 2011 dzielnica liczyła 18 461 mieszkańców.